# Az-Zuhur
Die Monatszeitschrift az-Zuhūr (arabisch الزهور, DMG az-Zuhūr; deutsch „die Blumen“) erschien von 1910 bis 1913 in insgesamt 40 Ausgaben in Kairo. Ihr Herausgeber Anṭūn al-Ǧumayyil (1887–1948) war bereits an der Publikation des Beiruter al-Bašīr (1870–1947) und der ägyptischen Zeitung al-Ahrām (1875–heute) beteiligt.
Der inhaltliche Schwerpunkt lag bei den Themen Literatur und Kunst, wobei sich die Zeitschrift vordergründig darum bemühte, junge Autoren zu unterstützen sowie die Beziehung zwischen arabischen Schriftstellern verschiedener Regionen zu stärken. Zudem wollte az-Zuhūr, wie später auch andere populäre Zeitschriften, die Balance zwischen europäischer und zeitgenössischer arabischer Literatur halten. Neben Literaturkritik, Buchrezensionen und Nachrichten über das literarische Leben in Ägypten setzten sich die Autoren für die Etablierung und Weiterentwicklung des ägyptischen Theaters ein. Es war die erste Zeitschrift, die damals ein Stück von Shakespeare, Julius Caesar, in einer Serie veröffentlichte.
Bis zu ihrer Einstellung im Jahr 1913 organisierte die Zeitschrift zahlreiche Schreibwettbewerbe, die ihr zusätzlich zu großer Popularität und Ansehen verhalfen.
Letztendlich konnte az-Zuhūr einen signifikanten Beitrag zu Ägyptens literarischem Leben beitragen.